# Пам'ятки археології Козятинського району
У Козятинському районі Вінницької області під обліком перебуває 65 пам'яток археології.
| №   | Охоронний № | Найменування пам’ятки                                                     | Пам'яток у комплексі | Адреса           | Дата (епоха)                                                 | Дата відкриття або виявлення | Автори (дослід.)                          | Рішення про взяття під охорону            |
| --- | ----------- | ------------------------------------------------------------------------- | -------------------- | ---------------- | ------------------------------------------------------------ | ---------------------------- | ----------------------------------------- | ----------------------------------------- |
| 1.  | 14          | Поселення черняхівської культури                                          |                      | с. Безіменне     | II-IV ст. ст. н.е.                                           | 1992 р.                      | н/п Нац. іст. музею України Кучугура Л.І. | №50120.12.1993 р.                         |
| 2.  | 25          | Курган                                                                    |                      | с. Безіменне     |                                                              | 1988 р.                      | к. і. н. П. І. Хавлюк                     | №8203.04.1990р.                           |
| 3.  | 16          | Поселення черняхівської культури                                          |                      | смт Бродецьке    | II-IV ст. ст. н.е.                                           | 1992 р.                      | н/п Нац. іст. музею України Кучугура Л.І. | №50120.12.1993 р.                         |
| 4.  | 17          | Поселення черняхівської культури                                          |                      | смт Бродецьке    | II-IV ст. ст. н.е.                                           | 1992 р.                      | н/п Нац. іст. музею України Кучугура Л.І. | №50120.12.1993 р.                         |
| 5.  | 18          | Поселення черняхівської культури                                          |                      | смт Бродецьке    | II-IV ст. ст. н.е.                                           | 1992 р.                      | н/п Нац. іст. музею України Кучугура Л.І. | №50120.12.1993 р.                         |
| 6.  | 22          | Поселення черняхівської культури                                          |                      | с. Вернигородок  | II-IV ст. ст. н.е.                                           | 1993 р.                      | О. Стародуб                               | №44322.12.1997 р.                         |
| 7.  | 19          | Поселення черняхівської культури                                          |                      | с. Вовчинець     | II-IV ст. ст. н.е.                                           | 1992 р.                      | н/п Нац. іст. музею України Кучугура Л.І. | №50120.12.1993 р.                         |
| 8.  | 20          | Тришарове поселення епохи бронзи, зарубинецької та черняхівської культури |                      | с. Вовчинець     | XII-X ст. ст. до н.е.,II до н.е., II ст. н.е.,II-IV ст. н.е. | 1992 р.                      | н/п Нац. іст. музею України Кучугура Л.І. | №50120.12.1993 р.                         |
| 9.  | 21          | Двошарове поселення скіфської та черняхівської культур                    |                      | с. Вовчинець     | VII-V ст. ст. до н.е.,II-IV ст. ст. н.е.                     | 1992 р.                      | н/п Нац. іст. музею України Кучугура Л.І. | №50120.12.1993 р.                         |
| 10. | 22          | Поселення білогрудівської культури                                        |                      | с. Вовчинець     | XII-X ст. ст. до н.е.                                        | 1992 р.                      | н/п Нац. іст. музею України Кучугура Л.І. | №50120.12.1993 р.                         |
| 11. | 23          | Поселення білогрудівської культури                                        |                      | с. Вовчинець     | XII-X ст. ст. до н.е.                                        | 1992 р.                      | н/п Нац. іст. музею України Кучугура Л.І. | №50120.12.1993 р.                         |
| 12. | 24          | Поселення білогрудівської культури                                        |                      | с. Вовчинець     | XII-X ст. ст. до н.е.                                        | 1992 р.                      | н/п Нац. іст. музею України Кучугура Л.І. | №50120.12.1993 р.                         |
| 13. | 25          | Поселення черняхівської культури                                          |                      | с. Вовчинець     | II-IV ст. ст. н.е.                                           | 1992 р.                      | н/п Нац. іст. музею України Кучугура Л.І. | №50120.12.1993 р.                         |
| 14. | 26          | Поселення черняхівської культури                                          |                      | с. Вовчинець     | II-IV ст. ст. н.е.                                           | 1992 р.                      | н/п Нац. іст. музею України Кучугура Л.І. | №50120.12.1993 р.                         |
| 15. | 26          | Курган                                                                    |                      | с. Воскодавинці  |                                                              | 1992 р.                      | н/п Нац. іст. музею України Кучугура Л.І. | №8203.04.1990р.                           |
| 16. | 27          | Кургани                                                                   | 3                    | с. Глухівці      |                                                              | 1992 р.                      | Кучугура Л.І.                             | №50120.12.1993 р.                         |
| 17. | 374         | Поселення трипільської культури                                           |                      | с. Жежелів       | IV-III тис. до н.е.                                          | 1949 р.                      | археолог Р.І. Вієзжева                    | №31310.06.1971 р.                         |
| 18. | 28          | Поселення епохи бронзи                                                    |                      | с. Жежелів       | ІІ тис. до н. е.                                             | 1992 р.                      | н/п Нац. іст. музею України Кучугура Л.І. | №50120.12.1993 р.                         |
| 19. | 29          | Двошарове поселення:доба бронзи, черняхівська культура                    |                      | с. Жежелів       | ІІ тис. до н. е.,II-IV ст. ст. н.е.                          | 1992 р.                      | н/п Нац. іст. музею України Кучугура Л.І. | №50120.12.1993 р.                         |
| 20. | 30          | Поселення епохи бронзи                                                    |                      | с. Жежелів       | ІІ тис. до н. е.                                             | 1992 р.                      | н/п Нац. іст. музею України Кучугура Л.І. | №50120.12.1993 р.                         |
| 21. | 31          | Двошарове поселення:трипільська та білогрудівська культури                |                      | с. Жежелів       | IV-II тис. До н.е.,XII-X ст. ст. до н.е.                     | 1992р.                       | н/п Нац. іст. музею України Кучугура Л.І. | №50120.12.1993 р.                         |
| 22. | 32          | Поселення білогрудівської культури                                        |                      | с. Жежелів       | XII-X ст. ст. до н.е.                                        | 1992 р.                      | н/п Нац. іст. музею України Кучугура Л.І. | №50120.12.1993 р.                         |
| 23. | 33          | Поселення зарубинецької культури                                          |                      | с. Жежелів       | II ст. до н.е., II ст. н.е.                                  | 1992 р.                      | н/п Нац. іст. музею України Кучугура Л.І. | №50120.12.1993 р.                         |
| 24. | 34          | Курган                                                                    |                      | с-ще Катеринівка |                                                              | 1992 р.                      | н/п Нац. іст. музею України Кучугура Л.І. | №50120.12.1993 р.                         |
| 25. | 23          | Поселення доби бронзи                                                     |                      | с. Кашперівка    | ІІ тис. до н.е.                                              | 1993 р.                      | О. Стародуб                               | №44322.12.1997 р.                         |
| 26. | 35          | Двошарове поселення:Білогрудівська культура та середньовіччя              |                      | с. Комсомольське | XII-X ст. ст. до н.е.XII-XIII ст. ст.                        | 1992 р.                      | н/п Нац. іст. музею України Кучугура Л.І. | №50120.12.1993 р.                         |
| 27. | 36          | Двошарове поселення:Білогрудівська культура та середньовіччя              |                      | с. Комсомольське | XII-X ст. ст. до н.е.XII-XIII ст. ст.                        | 1992 р.                      | н/п Нац. іст. музею України Кучугура Л.І. | №50120.12.1993 р.                         |
| 28. | 37          | Поселення білогрудівської культури                                        |                      | с. Комсомольське | XII-X ст. ст. до н.е.                                        | 1992 р.                      | н/п Нац. іст. музею України Кучугура Л.І. | №50120.12.1993 р.                         |
| 29. | 38          | Поселення білогрудівської культури                                        |                      | с. Комсомольське | XII-X ст. ст. до н.е.                                        | 1992 р.                      | н/п Нац. іст. музею України Кучугура Л.І. | №50120.12.1993 р.                         |
| 30. | 39          | Поселення білогрудівської культури                                        |                      | с. Комсомольське | XII-X ст. ст. до н.е.                                        | 1992 р.                      | н/п Нац. іст. музею України Кучугура Л.І. | №50120.12.1993 р.                         |
| 31. | 40          | Поселення білогрудівської культури                                        |                      | с. Комсомольське | XII-X ст. ст. до н.е.                                        | 1992 р.                      | н/п Нац. іст. музею України Кучугура Л.І. | №50120.12.1993 р.                         |
| 32. | 24          | Поселення черняхівської культури                                          |                      | с. Лопатин       | II-IV ст. ст. н.е.                                           | 1993 р.                      | О. Стародуб                               | №44322.12.1997 р.                         |
| 33. | 25          | Поселення черняхівської культури                                          |                      | с. Лопатин       | II-IV ст. ст. н.е.                                           | 1993 р.                      | О. Стародуб                               | №44322.12.1997 р.                         |
| 34. | 26          | Поселення черняхівської культури                                          |                      | с. Махаринці     | II-IV ст. ст. н.е.                                           | 1993 р.                      | О. Стародуб                               | №44322.12.1997 р.                         |
| 35. | 27          | Двошарове поселення:епохи бронзи та черняхівської культури                |                      | с. Махаринці     | ІІ тис. до н.е.,II-IV ст. ст. н.е.                           | 1993 р.                      | О. Стародуб                               | №44322.12.1997 р.                         |
| 36. | 42          | Поселення білогрудівської культури                                        |                      | с. Мшанець       | XII-X ст. ст. до н.е.                                        | 1967 р.                      | 1992 р.                                   | н/п Нац. іст. музею України Кучугура Л.І. |
| 37. | 43          | Поселення білогрудівської культури                                        |                      | с. Мшанець       | XII-X ст. ст. до н.е.                                        | 1967 р.                      | 1992 р.                                   | н/п Нац. іст. музею України Кучугура Л.І. |
| 38. | 44          | Поселення білогрудівської культури                                        |                      | с. Мшанець       | XII-X ст. ст. до н.е.                                        | 1967 р.                      | 1992 р.                                   | н/п Нац. іст. музею України Кучугура Л.І. |
| 39. | 45          | Поселення білогрудівської культури                                        |                      | с. Мшанець       | XII-X ст. ст. до н.е.                                        | 1967 р.                      | 1992 р.                                   | н/п Нац. іст. музею України Кучугура Л.І. |
| 40. | 46          | Поселення білогрудівської культури                                        |                      | с. Мшанець       | XII-X ст. ст. до н.е.                                        | 1992 р.                      | 1992 р.                                   | н/п Нац. іст. музею України Кучугура Л.І. |
| 41. | 47          | Двошарове поселення:білогрудівська та черняхівська культури               |                      | с. Мшанець       | XVI-XII ст. ст. до н.е.,II-IV ст. ст. н.е.                   | 1992 р.                      | 1992 р.                                   | н/п Нац. іст. музею України Кучугура Л.І. |
| 42. | 47          | Могильник курганний                                                       | 3                    | с. Перемога      |                                                              | 1992 р.                      | н/п Нац. іст. музею України Кучугура Л.І. | №8203.04.1990 р.                          |
| 43. | 49          | Двошарове поселеннякомарівської та черняхівської культур                  |                      | с. Пляхова       | XV-XII ст. ст. до н.е.,II-IV ст. ст. н.е.                    | 1992 р.                      | н/п Нац. іст. музею України Кучугура Л.І. | №50120.12.1993 р.                         |
| 44. | 50          | Двошарове поселеннякомарівської та черняхівської культур                  |                      | с. Пляхова       | XVI-XII ст. ст. до н.е.,II-IV ст. ст. н.е.                   | 1992 р.                      | н/п Нац. іст. музею України Кучугура Л.І. | №50120.12.1993 р.                         |
| 45. | 51          | Поселення білогрудівської культури                                        |                      | с. Пляхова       | XVI-XII ст. ст. до н. е.                                     | 1992 р.                      | н/п Нац. іст. музею України Кучугура Л.І. | №50120.12.1993 р.                         |
| 46. | 52          | Поселення білогрудівської культури                                        |                      | с. Пляхова       | XVI-XII ст. ст. до н.е                                       | 1992 р.                      | н/п Нац. іст. музею України Кучугура Л.І. | №50120.12.1993 р.                         |
| 47. | 53          | Кургани                                                                   | 5                    | с. Пляхова       |                                                              | 1992 р.                      | н/п Нац. іст. музею України Кучугура Л.І. | №50120.12.1993 р.                         |
| 48. | 54          | Поселення черняхівської культури                                          |                      | с. Пляхова       | II-IV ст. ст. н.е.                                           | 1992 р.                      | н/п Нац. іст. музею України Кучугура Л.І. | №50120.12.1993 р.                         |
| 49. | 55          | Поселення черняхівської культури                                          |                      | с. Пляхова       | II-IV ст. ст. н.е.                                           | 1992 р.                      | н/п Нац. іст. музею України Кучугура Л.І. | №50120.12.1993 р.                         |
| 50. | 56          | Двошарове поселення трипільської та черняхівської культур                 |                      | с. Пустоха       | IV-ІІІ тис. до н.е.,II-IV ст. ст. н.е.                       | 1992 р.                      | н/п Нац. іст. музею України Кучугура Л.І. | №50120.12.1993 р.                         |
| 51. | 57          | Двошарове поселення комарівської та зарубинецької культур                 |                      | с. Пустоха       | XVI-XII ст. ст. до н.е., ІІ ст. до н.е.-ІІ ст. н.е.          | 1992 р.                      | н/п Нац. іст. музею України Кучугура Л.І. | №50120.12.1993 р.                         |
| 52. | 58          | Поселення комарівської культури                                           |                      | с. Пустоха       | XVI-XII ст. ст. до н.е.                                      | 1992 р.                      | н/п Нац. іст. музею України Кучугура Л.І. | №50120.12.1993 р.                         |
| 53. | 59          | Поселення комарівської культури                                           |                      | с. Пустоха       | XVI-XII ст. ст. до н.е.                                      | 1992 р.                      | н/п Нац. іст. музею України Кучугура Л.І. | №50120.12.1993 р.                         |
| 54. | 28          | Курган                                                                    |                      | с. Самгородок    |                                                              | 1988 р.                      | к. і. н. П. І. Хавлюк                     | №8203.04.1990р.                           |
| 55. | 29          | Поселення доби бронзи                                                     |                      | с. Самгородок    | ІІ тис. до н.е.                                              | 1995 р.                      | О. Стародуб                               | №44322.12.1997 р.                         |
| 56. | 576         | Поселення культури полів захоронень                                       |                      | с. Селище        | II-IV ст. ст. н.е.                                           | 1927 р.                      | археолог Т.Мовчанівський                  | №31310.06.1971 р.                         |
| 57. | 30          | Поселення черняхівської культури                                          |                      | с. Сестринівка   | II-IV ст. ст. н.е.                                           | 1995 р.                      | О. Стародуб                               | №44322.12.1997 р.                         |
| 58. |             | Курганний могильник                                                       | 2                    | с. Сестринівка   |                                                              | 2008 р.                      | Потупчик М.В.                             | щойновиявлена                             |
| 59. | 31          | Поселення черняхівської культури                                          |                      | с. Сошанське     | II-IV ст. ст. н.е.                                           | 1995 р.                      | О. Стародуб                               | №44322.12.1997 р.                         |
| 60. |             | Курган                                                                    |                      | с. Туча          |                                                              | 1992 р.                      | н/п Нац. іст. музею України Кучугура Л.І. |                                           |
| 61. |             | Городище                                                                  |                      | с. Туча          | XVI-XVII ст.                                                 | 1992 р.                      | н/п Нац. іст. музею України Кучугура Л.І. |                                           |
| 62. | 378         | Поселення культури полів захоронень                                       |                      | с. Юрівка        | II-IV ст. ст. н.е.                                           | 1927 р.                      | П.П. Курінний;археолог Т. Мовчанівський   | №31310.06.1971 р.                         |
| 63. | 60          | Поселення білогрудівської культури                                        |                      | с. Юрівка        | XII-X ст. ст. до н.е.                                        | 1992 р.                      | н/п Нац. іст. музею України Кучугура Л.І. | №50120.12.1993 р.                         |
| 64. | 61          | Курган                                                                    |                      | с. Юрівка        |                                                              | 1992 р.                      | н/п Нац. іст. музею України Кучугура Л.І. | №50120.12.1993 р.                         |
| 65. | 62          | Поселення черняхівської культури                                          |                      | с. Юрівка        | II-IV ст. ст. н.е.                                           | 1992 р.                      | н/п Нац. іст. музею України Кучугура Л.І. | №50120.12.1993 р.                         |
|     |             |                                                                           |                      |                  |                                                              |                              |                                           |                                           |

## Джерело
- Пам'ятки Вінницької області